# Petar Rajkovačić
Petar Rajkovačić (9. svibnja 1919., Bijele Bare kod Odžaka - ?), podrijetlom Hrvat iz BiH, hrvatski vojnik i časnik Hrvatskih oružanih snaga, glavni vojni zapovjednik tijekom bitke za Odžak.

## Životopis

### Mladost
Petar Rajkovačić rođen je 9. svibnja 1919. u Bijelim Barama kod Odžaka. Njegovi su roditelji bili Hrvati i katolici podrijetlom iz Bosne i Hercegovine. O njegovoj se mladosti vrlo malo zna.

### Protučetničke borbe
Kao ustaški časnik, Petar Rajkovačić zapovijedao je bosanskim ustašama u borbi protiv partizana i četnika. U kolovozu 1943. zaustavio je partizane koji su pokušali osvojiti njegov rodni kraj, a nešto kasnije je i zaustavio četnike u Balegovcu. Te uspješne akcije donijele su mu dobar glas koji se čuo širom Posavine. Dr. Zdenko Odić, dotadašnji zapovjednik vojske u borbi protiv četnika, pogiba 8. ožujka, pa na njegovo mjesto stupa Petar s ciljem da zadrži četnike (koji pale, pljačkaju i ubijaju nevine Hrvate) od većih naselja. U selu Prudu s dvadesetak dragovoljaca postavlja im zasjedu i zasipa ih unakrsnom vatrom. Većina četnika pogiba na mjestu, a među njima i njihov zapovjednik Mile Božičković. Tu Rajkovačić potpuno razbija četnike, tako da su i sami partizani napisali: "Nakon onog poraza od Rajkovačićevih ustaša, Mihailovićevi četnici nikada više nisu predstavljali važniju vojničku snagu. U završnim smo ih borbama lako razbili."

### Bitka za Odžak

#### Prije bitke
Neposredno prije bitke, cijela Posavska dolina bila je tada jedna od sigurnijih mjesta u NDH, pa je Rajkovačić poručio poglavniku dr. Anti Paveliću da slobodno dođe u Odžak ako se ne osjeća sigurno u Zagrebu. Rajkovačić je inače bio poznat po nagloj naravi, u svoje je postrojbe uveo čeličnu stegu, a prijestupe je kažnjavao smrću. Nije podnosio laž, kukavičko i podmuklo vladanje, neposlušnost i neodgovornost. Nitko mu nije smio reći: "Neću" ili "Ne mogu". U borbi je bio hladnokrvan i nije poznavao strah. Zanimljivo je da su se Petrovi vojnici međusobno oslovljavali s "baja", pa je Petar bio poznat kao Baja Petar Rajkovačić.
U travnju 1945. hrvatske se snage povlače prema Sloveniji i Austriji, ali Petar odlučuje ostati i braniti Odžak, što njegov brat Ivo objašnjava kao poruku budućim Hrvatima da se žrtva, vjera i domoljublje uvijek isplate. Uz njega su obranu organizirali Pavelićevi vitezovi Avdaga Hasić i Ibrahim Pjanić. Položaje za obranu utvrdio je i pripremio inženjer Blaž Jurkić. Bilo je izgrađeno mnogo rovova i zapreka, a branitelji su posjedovali velike količine oružja, streljiva i hrane. Iako nisu imali vojni zemljovid, branitelji su dobro poznavali svoj kraj. Obranom je zapovijedao Petrov pomoćnik Ivan Čalušić, okolicu je nadgledao Petar, a južno krilo brat Ivo. Pri početku bitke bilo je 20.000 partizana s mnogo streljiva i zrakoplovstvom, a suprotstavilo im se 2.000 iskusnih i vještih ratnika. Petar pod svojim zapovjedništvom ima 850 vojnika, Ivan Čalušić oko 1.000, a pridružilo im se i nekoliko stotina pripadnika seoske straže.

#### Tijek bitke
Bitka je počela 19. travnja napadom jugoslavenskih snaga koje su pokušavale zauzeti Odžak, ali bez uspjeha. Danima su partizani gubili sve više vojnika i bili su sve udaljeniji od cilja. Partizanski vrhovni štab izdao je zapovijed da Odžak mora pasti do Titovog rođendana, ali to se nije dogodilo. Ustaše su se borile za život i smrt, znajući da im je ovo posljednja bitka, a brojčano nadmoćni partizani i četnici su ih danonoćno napadali. Ustaše su se hrabro borile u nemilosrdnim bitkama gdje "gore nebo i zemlja". Uspjeli su navesti partizane na travu i boriti se prsa o prsa. Marko Marić iz Dobrinje, jedan od preživjelih svjedoka, govorio je da bi partizani i četnici bježali čim bi čuli ustaške povike. Grad je bio osvojen tek dolaskom Kraljevskog ratnog zrakoplovstva.

### Smrt
Postoje dvije inačice događaja koje govore o sudbini Petra Rajkovačića. Pretpostavlja se da je bio u skupini od 170 ustaša koja se probila kroz tisuće jugoslavenskih vojnika. Jedna inačica kaže o oproštaju s preživjelim borcima i samoubojstvu, a druga da je uspio pobjeći u inozemstvo te da je viđen u Španjolskoj godinama nakon rata.

## Unutarnje poveznice
- Bitka za Odžak
- Bleiburška tragedija
- Ivan Čalušić

## Vanjske poveznice
Županjac: Bitka za Odžak (19. 4. - 25. 5. 1945.)